# フォッサーノ
フォッサーノ（イタリア語: Fossano）は、イタリア共和国ピエモンテ州クーネオ県にある、人口約2万5000人の基礎自治体（コムーネ）。

## 地理

### 位置・広がり

#### 隣接コムーネ
隣接するコムーネは以下の通り。
- ベーネ・ヴァジエンナ
- チェンタッロ
- チェルヴェーレ
- ジェノーラ
- モンタネーラ
- サルムール
- サンタルバーノ・ストゥーラ
- サヴィリアーノ
- トリニタ
- ヴィッラファッレット

#### 地震分類
イタリアの地震リスク階級 (it) では、3
に分類される。

## 行政

### 分離集落
フォッサーノには、以下の分離集落（フラツィオーネ）がある。
- Boschetti, Cussanio, Gerbo, Loreto, Maddalene, Mellea, Murazzo, Piovani, San Lorenzo, San Sebastiano, Sant'Antonio Baligio, San Vittore, Tagliata, Santa Lucia, San Martino

## 経済・産業
当地に本社を置く企業には、バロッコ（製菓業）がある。

## 姉妹都市
- Rafaela、アルゼンチン
- カンポノガーラ、イタリア
- Długołęka、ポーランド

## 人物

### 著名な出身者
- ヤコブ・アルベリオーネ - 19-20世紀のカトリック教会聖職者、福者。